# Arrondissement de Carpentras
L'arrondissement de Carpentras est une division administrative française, située dans le département de Vaucluse, en région Provence-Alpes-Côte d'Azur. Les locaux de la sous-préfecture, à Carpentras, sont installés dans l'hôtel de Camaret.

## Composition

### Composition de1926à2017
- canton de Beaumes-de-Venise, qui regroupait 7 communes :

Beaumes-de-Venise, Gigondas, Lafare, La Roque-Alric, Sablet, Suzette et Vacqueyras.
- canton de Carpentras-Nord, qui regroupait 6 communes :

Aubignan, Caromb, Carpentras (fraction de commune), Loriol-du-Comtat, Saint-Hippolyte-le-Graveyron et Sarrians.
- canton de Carpentras-Sud, qui regroupait 5 communes :

Althen-des-Paluds, Carpentras (fraction de commune), Entraigues-sur-la-Sorgue, Mazan et Monteux.
- Le canton de Malaucène, qui regroupait 7 communes :

Le Barroux, Beaumont-du-Ventoux, Brantes, Entrechaux, Malaucène, Saint-Léger-du-Ventoux et Savoillan.
- Le canton de Mormoiron, qui regroupait 10 communes :

Bédoin, Blauvac, Crillon-le-Brave, Flassan, Malemort-du-Comtat, Méthamis, Modène, Mormoiron, Saint-Pierre-de-Vassols et Villes-sur-Auzon.
- Le canton de Pernes-les-Fontaines, qui regroupait 6 communes :

Le Beaucet, Pernes-les-Fontaines, La Roque-sur-Pernes, Saint-Didier, Velleron et Venasque.
- Le canton de Sault, qui regroupait 5 communes :

Aurel, Monieux, Saint-Christol, Saint-Trinit et Sault.
- Le canton de Vaison-la-Romaine, qui regroupait 13 communes :

Buisson, Cairanne, Crestet, Faucon, Puyméras, Rasteau, Roaix, Saint-Marcellin-lès-Vaison, Saint-Romain-en-Viennois, Saint-Roman-de-Malegarde, Séguret, Vaison-la-Romaine et Villedieu.

### Composition depuis 2015
À partir de 2015, le nombre de communes des arrondissements varie chaque année soit du fait du redécoupage cantonal de 2014 qui a conduit à l'ajustement de périmètres de certains arrondissements, soit à la suite de la création de communes nouvelles. Le nombre de communes de l'arrondissement de Carpentras est ainsi de 58 en 2015, 58 en 2016, 77 en 2017 et 78 en 2021.
Au 1er janvier 2024, l'arrondissement groupe les 78 communes suivantes :
1. Althen-des-Paluds
2. Aubignan
3. Aurel
4. Le Barroux
5. Le Beaucet
6. Beaumes-de-Venise
7. Beaumont-du-Ventoux
8. Bédoin
9. Blauvac
10. Bollène
11. Brantes
12. Buisson
13. Caderousse
14. Cairanne
15. Camaret-sur-Aigues
16. Caromb
17. Carpentras
18. Châteauneuf-du-Pape
19. Courthézon
20. Crestet
21. Crillon-le-Brave
22. Entrechaux
23. Faucon
24. Flassan
25. Gigondas
26. Grillon
27. Jonquières
28. Lafare
29. Lagarde-Paréol
30. Lamotte-du-Rhône
31. Lapalud
32. Loriol-du-Comtat
33. Malaucène
34. Malemort-du-Comtat
35. Mazan
36. Méthamis
37. Modène
38. Mondragon
39. Monieux
40. Monteux
41. Mormoiron
42. Mornas
43. Orange
44. Pernes-les-Fontaines
45. Piolenc
46. Puyméras
47. Rasteau
48. Richerenches
49. Roaix
50. La Roque-Alric
51. La Roque-sur-Pernes
52. Sablet
53. Sainte-Cécile-les-Vignes
54. Saint-Christol
55. Saint-Didier
56. Saint-Hippolyte-le-Graveyron
57. Saint-Léger-du-Ventoux
58. Saint-Marcellin-lès-Vaison
59. Saint-Pierre-de-Vassols
60. Saint-Romain-en-Viennois
61. Saint-Roman-de-Malegarde
62. Saint-Trinit
63. Sarrians
64. Sault
65. Savoillan
66. Séguret
67. Sérignan-du-Comtat
68. Suzette
69. Travaillan
70. Uchaux
71. Vacqueyras
72. Vaison-la-Romaine
73. Valréas
74. Venasque
75. Villedieu
76. Villes-sur-Auzon
77. Violès
78. Visan

## Démographie
En 2022, l'arrondissement comptait 227 317 habitants.
| 1968   | 1975   | 1982   | 1990    | 1999    | 2006    | 2011    | 2016    | 2021    |
| ------ | ------ | ------ | ------- | ------- | ------- | ------- | ------- | ------- |
| 75 654 | 83 992 | 93 360 | 101 015 | 113 213 | 122 706 | 128 311 | 215 881 | 226 140 |

| 2022    | - | - | - | - | - | - | - | - |
| ------- | - | - | - | - | - | - | - | - |
| 227 317 | - | - | - | - | - | - | - | - |

## La réforme de 1926
De 1800 (an VIII) à 1926, la composition de l'arrondissement était différente :
- canton de Carpentras-Nord,
- canton de Carpentras-Sud,
- canton de Mormoiron,
- canton de Pernes-les-Fontaines,
- canton de Sault.

Il existait jusque-là un arrondissement d'Orange, supprimé à cette occasion, duquel furent détachés 3 cantons, rattachés à l'arrondissement de Carpentras (les 4 autres étant réunis à l'arrondissement d'Avignon) :
- canton de Beaumes-de-Venise,
- canton de Malaucène,
- canton de Vaison-la-Romaine.

## Sous-préfets

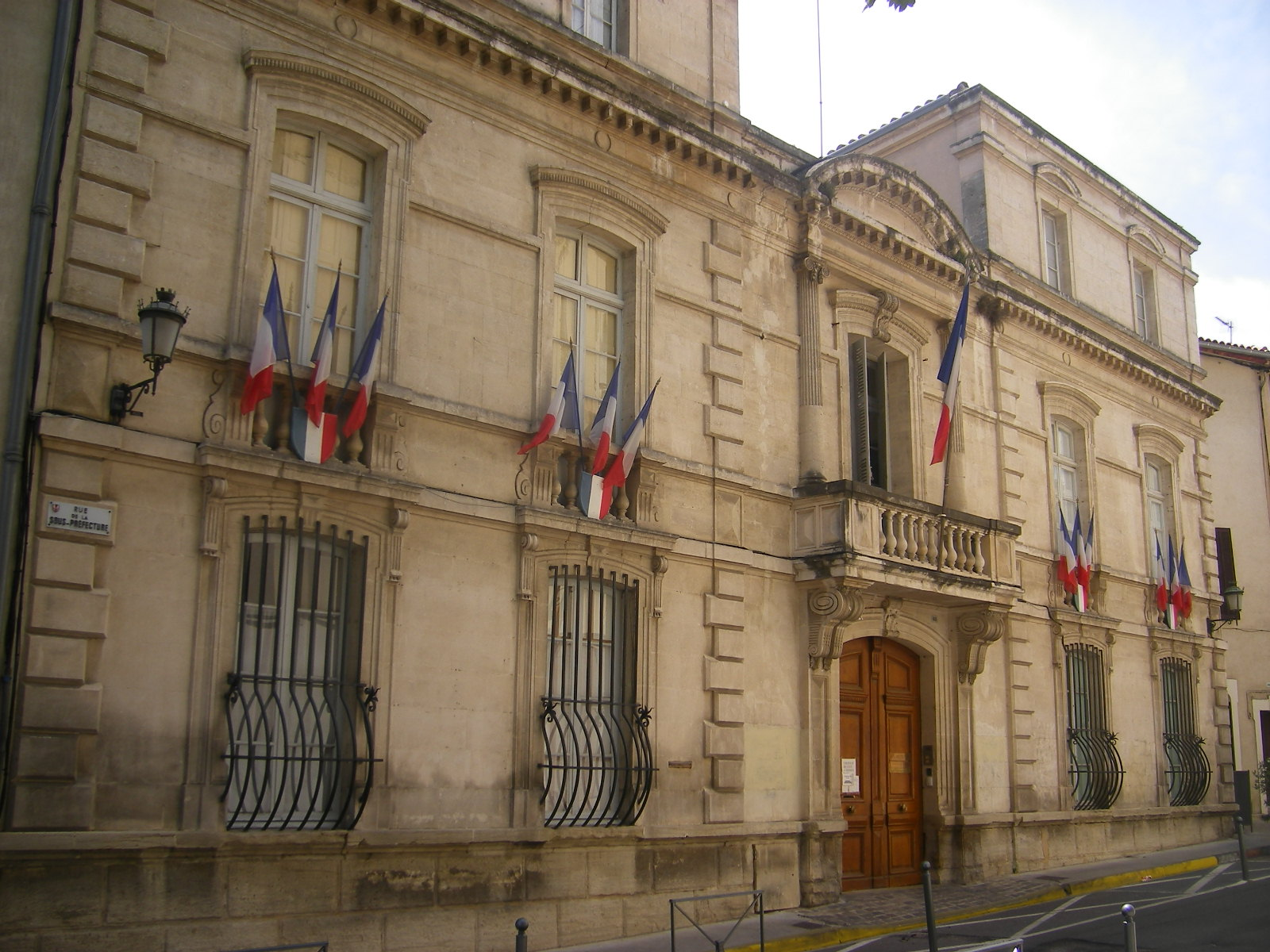
L'hôtel de Camaret, siège de la sous-préfecture à Carpentras

| Période     | Période | Identité                               | Fonction précédente | Observation |
| ----------- | ------- | -------------------------------------- | ------------------- | ----------- |
|             |         |                                        |                     |             |
| 1842        | 1848    | Alexandre Ladreit de Lacharrière       |                     |             |
|             |         |                                        |                     |             |
| 24 mai 1862 |         | Théophile Coupier                      |                     |             |
|             |         |                                        |                     |             |
| 1864        | 1867    | Stéphen Liégeard                       |                     |             |
| 1867        | 1870    | Jean-Baptiste Vaudichon des Tourailles |                     |             |
|             |         |                                        |                     |             |
| 1995        | 1997    | Nicole Klein                           |                     |             |
|             |         |                                        |                     |             |